# Synergy Baku Cycling Project/Saison 2013
Dieser Artikel listet Erfolge und Fahrer des Radsportteams Synergy Baku Cycling Project in der Saison 2013 auf.

## Erfolge in der UCI Asia Tour
| Datum             | Rennen                        | Kat. | Fahrer            |
| ----------------- | ----------------------------- | ---- | ----------------- |
| 18. März          | 1. Etappe Tour de Taiwan      | 2.1  | Kirill Posdnjakow |
| 1. April          | 1. Etappe Tour of Thailand    | 2.2  | Rico Rogers       |
| 26. Juni          | 1. Etappe Jelajah Malaysia    | 2.2  | Kirill Posdnjakow |
| 30. Juni          | 5. Etappe Jelajah Malaysia    | 2.2  | Samir Jabrayilov  |
| 4. September      | 1. Etappe Tour of East Java   | 2.2  | Anuar Manan       |
| 6. September      | 3. Etappe Tour of East Java   | 2.2  | John Bohn Ebsen   |
| 20. September     | 6. Etappe Tour of China I     | 2.1  | Kirill Posdnjakow |
| 14.–20. September | Gesamtwertung Tour of China I | 2.1  | Kirill Posdnjakow |
| 30. September     | 6. Etappe Tour of China II    | 2.1  | Rico Rogers       |

## Erfolge in der UCI Europe Tour
| Datum    | Rennen                                                    | Kat. | Sieger              |
| -------- | --------------------------------------------------------- | ---- | ------------------- |
| 1. Mai   | 1. Etappe Tour de Azerbaijan                              | 2.2  | Christoph Schweizer |
| 22. Mai  | 4. Etappe An Post Rás                                     | 2.2  | Kirill Posdnjakow   |
| 24. Mai  | 6. Etappe An Post Rás                                     | 2.2  | Rico Rogers         |
| 20. Juni | Aserbaidschanische Meisterschaft – Einzelzeitfahren       | CN   | Elchin Asadov       |
| 20. Juni | Aserbaidschanische Meisterschaft – Einzelzeitfahren (U23) | CN   | Tural Isgandarov    |
| 21. Juni | Aserbaidschanische Meisterschaft – Straßenrennen          | CN   | Samir Jabrayilov    |
| 21. Juni | Aserbaidschanische Meisterschaft – Straßenrennen (U23)    | CN   | Samir Jabrayilov    |

## Mannschaft
| Name                            | Geburtstag        | Nationalität           | Team 2012                       |
| ------------------------------- | ----------------- | ---------------------- | ------------------------------- |
| Elchin Asadov                   | 12. Februar 1987  | Aserbaidschan          | Team Specialized Concept Store  |
| David Clarke                    | 20. Mai 1979      | Vereinigtes Königreich | Node 4-Giordana Racing          |
| Dan Craven                      | 1. Februar 1983   | Namibia                | Team IG-Sigma Sport             |
| John Bohn Ebsen                 | 15. November 1988 | Dänemark               | CCN Cycling Team                |
| Johannes Huseby (ab 26. August) | 21. Juni 1975     | Vereinigte Staaten     | Neoprofi                        |
| Tural Isgandarov                | 12. Januar 1992   | Aserbaidschan          | Team Specialized Concept Store  |
| Agshin Ismaylov                 | 18. August 1987   | Aserbaidschan          | Team Specialized Concept Store  |
| Samir Jabrayilov                | 7. September 1994 | Aserbaidschan          | Neoprofi                        |
| Patrick Lane (ab 15. Juli)      | 29. August 1991   | Australien             | Team Food Italia Mg K Vis Norda |
| Anuar Manan                     | 11. Oktober 1986  | Malaysia               | Champion System                 |
| David McCann (bis 31. Juli)     | 17. März 1973     | Irland                 | RTS Racing Team                 |
| Connor McConvey                 | 20. Juli 1988     | Irland                 | An Post-Sean Kelly              |
| Ruslan Mustafayev               | 21. März 1987     | Aserbaidschan          | Team Specialized Concept Store  |
| Elvin Naghiyev (bis 15. Juli)   | 2. Juni 1989      | Aserbaidschan          | Neoprofi                        |
| Kirill Posdnjakow               | 20. Januar 1989   | Russland               | Neoprofi                        |
| Rico Rogers                     | 25. April 1978    | Neuseeland             | Node 4-Giordana Racing          |
| Christoph Schweizer             | 4. März 1986      | Deutschland            | Nutrixxion Abus                 |
| Olexandr Surutkowytsch          | 8. Januar 1984    | Ukraine                | Team Specialized Concept Store  |
| Stagiaires                      | Stagiaires        | Nationalität           | Nationalität                    |
| Siraj Huseynzade                | Siraj Huseynzade  | Aserbaidschan          |                                 |